# هو صبي (فلم)
هو صبي (بالإنجليزية It Boy ) (العنوان الفرنسي: 20ans d'écart و التي تعني بالعربية بفارق عشرون عاماً ) هو فيلم كوميدي رومانسي فرنسي صدر عام 2013 من إخراج ديفيد مورو. و بطولة فيرجينيا إيفيرا وبيير نيني  

## قصة الفيلم
أليس لانتينز ( فيرجينيا إيفيرا) هي محررة في مجلة إزياء الموضة القديمة التي تعرف بأسم Rebelle magazine التي تسعي إلي الوصول للتميز في مجالها . هذا هو السبب في أن رئيسها ، الناشر فينسنت (جيل كوهين) ، غير مقتنع بأنها رئيسة التحرير ، على عكس زميلتها الأكثر متعة ومرحاً ، ليز (أميلي جلين) ... في أحدي راحلاتها للبرازيل قابلت بالتازر علي متن الطائرة فنست أليس فلاش الكاميرا خاصتها و شرع بالتازر في البحث عنها كي يعطيها أيّاه تصاعدت الأحداث و دخلت أليس علاقة حب مع بالتازر (بيبر نيني) الذي ما يقرب من 20 عامًا من العمر الفرق بينهما (على النحو الذي اقترحه العنوان الفرنسي) و تدور القصة في حوار رومانسي كوميدي بين الأثنين حيث أن عندما عرف زملاء أليس في المجلة عن علاقتها مع الفتي الذي يصغرها عشرون عاماً أصبحت أضحوكة المكتب علي عكس قرار رئيسها في النشر فينسيت الذس رأي أن قرار ترقيتها لمنصب رئيسة تحرير المجلة قرار صائب

## الأدوار
- فيرجيني إيفيرا بدور أليس لانتينز
- بيير نيني في دور بالتازار
- تشارلز بيرلينج في دور لوك أبفيل
- مايكل أبيتبول في دور سيمون
- بلانش غاردين بدور المصور
- جيل كوهين في دور فنسنت خان
- كاميل جابي بدور إليزابيث لانتينز
- فرانسوا سيفيل في دور كطالب

## الجوائز
- مهرجان كابورغ السينمائي عام 2013 : جائزة سوان دوار Swann d'Or لأفضل ممثل - بيير نيني

## روابط خارجية
- مقالات تستعمل روابط فنية بلا صلة مع ويكي بيانات

- هو صبي  في قاعدة بيانات الأفلام على الإنترنت (بالإنجليزية)